# Abdou Tsimbila
Abdou Tsimbila (Yaundé, 15 de junio de 2000) es un jugador de baloncesto con nacionalidad camerunesa. Con 2 metros y 6 centímetros de estatura, juega en la posición de pívot. Actualmente forma parte de la plantilla de Palmer Basket Mallorca de Primera FEB. 

## Trayectoria
Tsimbila nacido en Yaundé y se formó en la St. María Goretti High School de Hagerstown hasta 2019 con el que logró clasificarse para la final de la Baltimore Catholic League de ese año. En 2019, ingresó en la Universidad Estatal de Pensilvania, donde disputó la temporada 2020-21 la NCAA con los Penn State Nittany Lions, tras pasar la primera temporada en blanco.
En 2021, ingresa en la Universidad de Fordham, situada en Nueva York, donde formó parte durante cuatro temporadas del equipo de la NCAA de los Fordham Rams, desde 2021 a 2025. En el conjunto de Nueva York, el pívot obtuvo unas medias de 5,7 puntos y 5,6 rebotes en 33 encuentros. El jugador sumò 1,5 tapones por duelo y alcanzó el 73,5% de acierto en los lanzamientos de tiros libres. La temporada 2023-24 fue la más destacada en su periplo universitario ya que en los 32 partidos que compitió, aportó 7,5 puntos y 6,3 capturas por compromiso. 
El 13 de agosto de 2025, firma por el Palmer Basket Mallorca de Primera FEB.